# Anthony Carmona
Anthony Thomas Aquinas Carmona (Fyzabad, 7 marzo 1953) è un politico trinidadiano, Presidente di Trinidad e Tobago dal marzo 2013 al marzo 2018.

## Biografia
Nato a Fyzabad, nella regione di Siparia, e di religione cattolica, dal 2012 al 2013 ha lavorato come Giudice della Corte penale internazionale ed è stato anche, dal 2004, Alto Giudice di Corte della Corte Suprema nazionale.